# Hadancourt-le-Haut-Clocher
Hadancourt-le-Haut-Clocher è un comune francese di 365 abitanti situato nel dipartimento dell'Oise della regione dell'Alta Francia.

## Società

### Evoluzione demografica
Abitanti censiti